# ТЕС Шікалбаха
ТЕС Шікалбаха – теплова електростанція на південному сході Бангладеш, яка належить державній компанії Bangladesh Power Development Board (BPDB).
У 1984 році на майданчику станції, розташованому на лівобережжі річки Карнафулі на протилежному березі від Читтаггонгу, стала до ладу парова турбіна потужністю 60 МВт від чеської компанії Skoda. Станом на 2018/2019 рік вона ще продовжувала роботу, при цьому її фактична чиста паливна ефективність становила лише 25,4%, а фактична потужність зменшилась до 40 МВт.
У 2010-му ввели в експлуатацію газову турбіну потужністю 150 МВт, встановлену на роботу у відкритому циклі та призначену для покриття пікових навантажень у енергомережі.
В 2017-му став до ладу енергоблок потужністю 225 МВт, який використовує технологію комбінованого парогазового циклу. Він має одну газову турбіну потужністю 172 МВт, яка через котел-утилізатор живить одну парову турбіну з показником 85 МВт.
У певний момент для покриття зростаючого попиту на електроенергію в Бангладеш почали широко використовувати практику оренди генеруючих потужностей – державна BPDB укладала угоди із приватними компаніями, які розміщували на майданчиках існуючих теплоелектростанцій генеруючі установки на основі двигунів внутрішнього згоряння, котрі могли бути швидко змонтовані, а в майбутньому демобілізовані. Зокрема, в 2010-му на ТЕС Шікалбаха стали до роботи 6 установок – 4 по 12,5 МВт та 2 по 11,9 МВт – від компанії Energies Power. Номінальна потужність цієї орендної станції становить 55 МВт.
Для охолодження використовують воду із річки Карнафулі.
Станція споживає природний газ, який надходить до регіону по трубопроводах Бахрабад – Читтагонг та Мохешкалі – Читтагонг.